# Хадсон (Њујорк)
Хадсон (енгл. Hudson) град је у америчкој савезној држави Њујорк. По попису становништва из 2010. у њему је живело 6.713 становника.

## Демографија
Према попису становништва из 2010. у граду је живело 6.713 становника, што је 811 (10,8%) становника мање него 2000. године.
| Група             | 2000.         | 2010.         |
| Белци             | 4.646 (61,7%) | 3.723 (55,5%) |
| Афроамериканци    | 1.807 (24,0%) | 1.678 (25,0%) |
| Азијати           | 214 (2,8%)    | 479 (7,1%)    |
| Хиспаноамериканци | 633 (8,4%)    | 552 (8,2%)    |
| Укупно            | 7.524         | 6.713         |